# Montcusel
Montcusel é uma comuna francesa na região administrativa de Borgonha-Franco-Condado, no departamento de Jura. Estende-se por uma área de 9,55 km². Em 2010 a comuna tinha 156 habitantes (densidade: 16,3 hab./km²).